# Vecna
Nell'ambientazione di Greyhawk, per il gioco di ruolo di Dungeons & Dragons, Vecna fu un re degli umani e un potente mago che divenne lich.

## Storia
(Vecna rivolto a Kas)
Vecna nacque nella città di Fleeth su Oerth da madre elfa e padre umano. Sua madre Mazzel lo iniziò alle arti magiche prima di esser accusata di stregoneria dai chierici e giustiziata dai reggenti della città. Vecna giurò di vendicare sua madre così cominciò ad apprendere le arti oscure in segreto, si dice dall'entità conosciuta col nome di "Serpente", ritenuta la personificazione stessa della magia.
Dopo una serie di vicissitudini tra leggenda e realtà, Vecna, tramutato in Lich e signore di un vasto quanto terribile impero situato nella Valle di Sheldomar (al centro dell'odierna Rushmoors), pose d'assedio la città di Fleeth con un titanico esercito di incantatori oscuri e non morti. La leggenda vuole che Vecna venne quasi distrutto durante la battaglia da alcuni chierici di Pholtus, divinità della luce, che canalizzarono il potere in un unico raggio di energia che andò a colpire rovinosamente Vecna. Quest'ultimo fu salvato e portato al sicuro da uno dei suoi generali arcani, un demone di nome Acererak (il quale un giorno sarebbe divenuto egli stesso lich).
Gli ufficiali di Fleeth giunsero dinanzi al Re non morto per implorargli pietà. Essi offrirono l'intera città e le sue ricchezze se solo Vecna avesse risparmiato le vite dei cittadini. Vecna non fu soddisfatto e questi offrirono le loro stesse vite; Vecna scelse uno di loro, Artau, donò lui e la sua famiglia al proprio luogotenente, Kas, che rimase tutto il giorno a torturare e uccidere quegli innocenti prima degli altri ufficiali. Ancora insoddisfatto, Vecna macellò tutti all'interno della città e ne fece impilare le teste. Solo a quel punto Vecna offrì la propria pietà, lasciando andare gli ufficiali e promettendo loro la sua protezione per il resto delle loro vite. Al culmine del potere, Vecna fu tradito e distrutto dal suo più fidato luogotenente, un vampiro chiamato Kas "Mano Insanguinata", che utilizzò una spada magica costruita dal suo stesso signore e divenuta famosa come "Spada di Kas".
Il tradimento avvenne nel più alto piano della Torre Putrefatta al cui interno Vecna stava pianificando i futuri attacchi da intraprendere. Kas al tempo era ancora un umano e la spada (che possedeva un proprio ego) finì per corromperlo e convincerlo a tradire il proprio padrone al fine di ereditare il suo impero. Fin dall'inizio fu chiaro che Kas non aveva possibilità contro il non morto, considerato che la potente spada vedeva venir meno la propria magia alla vicinanza col lich, tuttavia fu Vecna stesso a tessere le trame della propria rovina: teletrasportò sé stesso e Kas all'interno del Piano dell'Energia Negativa per poi cominciare a risucchiare l'anima dell'umano. Quest'ultimo conosceva il punto debole del proprio maestro e finì per spezzargli gli impalpabili legami che legavano il Lich al proprio potere magico. Il risultato fu una violentissima esplosione dalla quale il corpo del Lich non sopravvisse, fatta eccezione per l'occhio e la mano sinistra che finirono in altri piani d'esistenza. Kas rimase bloccato nel piano e venne lentamente divorato dall'energia negativa, fino a divenire un vampiro, non si seppe più nulla su di lui.
Quanto a Vecna, la sua anima vagò a lungo nei piani inferiori e nello stesso Abisso (il piano d'esistenza dei demoni), sino a giungere, infinitamente più potente di prima e in qualità di divinità, alla città planare di Sigil, dalla quale fu espulso da un gruppo di avventurieri, per poi tornare su Oerth estremamente depotenziato, forse a Fleeth, sebbene ancora un dio minore.